# Johan Ehrning
Johan August Ehrning, född 6 april 1909 i Helsingborg, död 31 oktober 1971 i Landskrona, var en svensk elektroingenjör.
Ehrning, som var son till av maskiningenjör August Ehrning och Ida Bengtsson, utexaminerades, efter avlagd studentexamen, från Chalmers tekniska institut 1934. Han var besiktningsingenjör och konsulterande ingenjör vid Södra Sveriges ångpanneförening 1936–1937, tillförordnad driftsingenjör vid Jönköpings stads elektricitetsverk och Södra Vetterns Kraft AB 1937–1938, blev driftsingenjör vid Landskrona stads elektricitetsverk 1938 samt var överingenjör och chef för Landskrona stads tekniska verk från 1945.

## Refertenser
1. ↑  svenskagravar.se
2. ↑  Ehrning, Johan A i Vem är Vem?: Skåne, Halland, Blekinge (andra upplagan, 1966)